# Deux poèmes chinois opus 12
Deux poèmes chinois is een compositie van Albert Roussel. Het bevat een tweetal gedichten/liederen die verwijzen naar China. De originele Chinese teksten zijn (haast) traditioneel.  Herbert Giles, sinoloog,  vertaalde ze naar het Engels en vervolgens werden ze naar het Frans vertaald door Henri-Pierre Roché. 
De titels van het tweetal:
- Ode à un jeune gentilhomme (Ode aan een jonge jongeman), Ode chinoise; originele Engelse titel To a young man; opgedragen aan de vrouw van dirigent Alfred Cortot
- Amoureux séparés van Fou Mi; (gescheiden geliefden); originele Engelse titel Lovers divided; opgedragen aan mevrouw Mary Pironnay.

De twee liederen gingen eerst apart door het leven. Ode werd voor het eerst uitgevoerd op 28 juni 1907 door Mary Pironnay (zang) en met Roussel achter de piano. Amoureux séparés volgde pas op 14 februari 1909 door S. Berchut en wederom Roussel.
Roussel zou later nog twee werken schrijven met dezelfde titel:
- Deux poèmes chinois opus 35
- Deux poèmes chinois opus 47